# 7110 Johnpearse
A 7110 Johnpearse (ideiglenes jelöléssel 1983 XH1) a Naprendszer kisbolygóövében található aszteroida. Perthi Obszervatórium fedezte fel 1983. december 7-én.